# Kari Hotakainen
Kari Hotakainen (født 9. januar 1957 i Pori i Finland) er en finsk skønlitterær forfatter. Han debuterede som lyriker, men slog igennem i Danmark efter han fik Nordisk Råds Litteraturpris i 2004 for sin roman Hjemmefronten.
Han har udgivet romaner, digte og børnebøger, og har skrevet teaterstykker og radiospil. En del af hans bøger er oversat til dansk, efter at han blev kendt ud over Finlands grænser, da han fik Nordisk Råds Litteraturpris. Hans bøger er oversat til over 20 sprog.
Hans romaner handler ofte om den moderne mands udfordringer i det moderne, ikkereligiøse velfærdssamfund, som han beskriver i en humoristisk, satirisk og underspillet tone. Hans sprog og univers er sammenligneligt med samtidige forfattere som danske Erling Jepsen og norske Erlend Loe, med deres beskrivelser af relationer mellem kønnene og den moderne mands muligheder, kriser og udfordringer.
Ud over Nordisk Råds Litteraturpris har han også modtaget mange andre litterære hædersbevisninger.

## Priser
- Kalevi Jäntii Prisen, 1989.
- Savoniaprisen, 1993.
- “Tak for bogen medaljen”, 1998. Topeliusprisen, 2000.
- Finlandia-prisen, 2002.
- Nordisk Råds Litteraturpris, 2004, for Hjemmefronten.
- Nordisk Dramatikerpris, 2006.
- Runebergprisen, 2010, for Eftermæle